# Aitne
Aitne (JXXXI, S/2001 J11) är en av Jupiters månar. Den upptäcktes 2001 av ett team av astronomer vid University of Hawaii under ledning av Scott S. Sheppard. Aitne är cirka 3 kilometer i diameter och roterar kring Jupiter på ett avstånd av cirka 23 200 000 kilometer.
Enligt antik mytologi var gudinnan Aitne en personifikation av berget Etna.